# Stanislas Czaykowski
Stanislas Czaykowski (tudi Stanislaus Czaykowsky), poljski dirkač, * 10. junij 1899, Haag, Nizozemska, † 10. september 1933, Monza, Italija.
Stanislas Czaykowski se je rodil 10. junija 1899 na Nizozemskem. Prvo pomembnejšo zmago je dosegel na dirki za Veliko nagrado Casablance z dirkalnikom Bugatti T35C v sezoni 1931, ko je dosegel še tretje mesto na dirki Grand Prix de la Marne, drugo mesto na dirki za Veliko nagrado Dieppa in Grand Prix du Comminges ter tretje mesto na dirkah za Veliko nagrado Monze in Veliko nagrado Brignolesa. V naslednji sezoni 1932 je zmagal na dirki za Veliko nagrado Provanse, tretji pa je bil na dirkah za Veliko nagrado Nîmesa in Veliko nagrado Casablance.
V sezoni 1933 je dosegel svojo zadnjo zmago kariere na dirki British Empire Trophy z dirkalnikom Bugatti T54, drugo mesto je dosegel na dirki Avusrennen in tretje mesto na dirki za Velika nagrada Dieppa. 10. septembra 1933 se je na dirki za Veliko nagrado Monze na dirkališču Autodromo Nazionale Monza smrtno ponesrečil. Dirka je bila ena najbolj tragičnih v zgodovini motošporta, saj sta se pred njim smrtno ponesrečila še Italijana Baconin Borzacchini in Giuseppe Campari.